# Sony Imagesoft
Sony Imagesoft fue un editor y distribuidor de videojuegos que funcionó de 1989 a 1995 y se ubicó en California. Se estableció en enero de 1989 en Los Ángeles como una subsidiaria de la CBS/Sony Group (CSG) con sede en Japón y que inicialmente se llamaba CSG Imagesoft Inc. Focus en el principio estaba en juegos de marketing exclusivamente para las consolas de Nintendo.
El primer lanzamiento es Super Dodge Ball en el verano de 1989. Los juegos de desarrolladores británicos, Solstice y Dragon's Lair, siguieron en 1990. Ambos también fueron publicados en Japón a través de Epic/Sony Records.
Después de Sony había creado su división norteamericana, Sony Electronic Publishing en abril de 1991, Imagesoft operado como Sony Imagesoft Inc. El nuevo logotipo es un cuadrado azul que está dividido diagonalmente por una pluma que emite chispas de luz desde su punta. Los primeros juegos que se divierten con el nuevo logo son Altered Space para Game Boy y Hudson Hawk para NES y Game Boy.
Otros lanzamientos son las localizaciones de los juegos de SNES previamente desarrollados para Sony Music Entertainment (Japón) y publicados bajo la marca Epic/Sony Records: Extra Innings y Smart Ball, ambos publicados en 1992. Tras una sacudida en Sony en 1995, Sony Imagesoft se fusionó en Sony Computer Entertainment of América (SCEA) y desde entonces sólo ha apoyado la marca PlayStation.

## Sociedad con Sega
El 20 de mayo de 1992, Sega of America y Sony Electronic Publishing anunciaron una asociación para crear contenido para las consolas de Sega bajo la dirección de Imagesoft. Además de las consolas Sega Genesis y Game Gear, la asociación se enfocó en el próximo periférico de Sega CD.
Entre los primeros títulos lanzados para las consolas de Sega después del anuncio se encuentran Sewer Shark y Hook. Sewer Shark, inicialmente lanzado exclusivamente a Sega CD, es un tirador de carril que años antes había sido archivado como parte de la malograda plataforma de Control-Vision. Los videojuegos de Hook están ligados al largometraje de Spielberg Hook que se estrenó en diciembre de 1991 y fue producido por TriStar Pictures, propiedad de Sony. Los puertos del videojuego para las plataformas Sega se basan en el juego SNES publicado anteriormente por Imagesoft. La versión de Sega CD fue mejorada con mejores escenas de corte con actores de voz y fotos digitales y música destacada de la banda sonora de la película

## Cambios de 1995
En marzo de 1995 Sony Imagesoft anunció que había nombrado a Kelly Flock como presidente. Flock vino de TriMark Interactive donde fue vicepresidente ejecutivo desde marzo de 1993.
A partir de julio de 1995, apenas dos meses antes del lanzamiento de la consola PlayStation en los mercados occidentales, Sony Electronic Publishing reestructuró y cambió el nombre de sus divisiones. Todo el marketing de videojuegos de Sony Imagesoft fue doblado en Sony Computer Entertainment of América (SCEA), con unos 100 empleados transferidos de Santa Mónica a Foster City. El negocio de videojuegos de Sony Imagesoft se fusionó con la rama de desarrollo de productos de SCEA y se convirtió en Sony Interactive Studios America, que más tarde sería renombrado a 989 Studios.
El negocio de software informático de Imagesoft se convirtió en Sony Interactive PC Software America y fue dirigido por el presidente general Ray Sangster.

## Videojuegos publicados
- 3 Ninjas Kick Back
- 3 Ninjas Kick Back para SNES[14]
- Altered Space para Game Boy
- Bram Stoker's Dracula
- Bram Stoker's Dracula para SNES
- Championship Soccer '94
- Cliffhanger
- Cliffhanger para SNES
- Chuck Rock para SNES
- Chuck Rock para Sega CD
- Dragon's Lair para NES
- Equinox
- ESPN Baseball Tonight
- ESPN National Hockey Night
- ESPN NBA HangTime '95
- ESPN Speed World
- ESPN Sunday Night NFL para Sega CD
- ESPN Sunday Night NFL para Genesis
- ESPN Sunday Night NFL para SNES
- Extra Innings para SNES
- Flink (versión para Genesis)
- Gear Works para Game Gear
- Ground Zero: Texas para Sega CD
- Hook para NES y Game Boy
- Hook para SNES
- Hook para Game Gear
- Hook para Genesis y Sega CD
- Hudson Hawk para NES y Game Boy
- Johnny Mnemonic para PC y Mac
- Johnny Mnemonic para Sega CD
- Last Action Hero
- Last Action Hero para SNES
- Last Action Hero para Sega CD
- Mary Shelley's Frankenstein
- Mary Shelley's Frankenstein para SNES
- Mary Shelley's Frankenstein para Sega CD
- Mickey Mania
- Mickey Mania para SNES
- No Escape para SNES
- Super Battletank 2 para SNES (versión europea)
- Super Bomberman para SNES (versión europea)
- Skyblazer
- Sewer Shark para Sega CD
- Smart Ball para SNES
- Soccer Mania para Game Boy
- Solstice para NES
- Super Dodge Ball para NES